# Осако Юя
Юя Осако (яп. 大迫 勇也, нар. 18 травня 1990, Каґошіма) — японський футболіст, нападник клубу «Віссел Кобе» та національної збірної Японії.

## Клубна кар'єра
У дорослому футболі дебютував 2009 року виступами за команду клубу «Касіма Антлерс», в якій провів п'ять сезонів, взявши участь у 136 матчах чемпіонату. Більшість часу, проведеного у складі «Касіма Антлерс», був основним гравцем атакувальної ланки команди.
До складу клубу другої німецької Бундесліги «Мюнхен 1860» приєднався на початку 2014 року, а вже у червні перейшов у клуб елітного німецького дивізіону «Кельн». Відіграв за кельнський клуб наступні чотири сезони своєї ігрової кар'єри. Більшість часу, проведеного у складі команди, був основним гравцем атакувальної ланки команди, зігравши у 108 матчах Бундесліги.
16 травня 2018 року, після вильоту «Кельна», підписав контракт з бременським «Вердером».

## Виступи за збірні
Протягом 2011–2012 років залучався до складу молодіжної збірної Японії. На молодіжному рівні зіграв у 10 офіційних матчах, забив 2 голи.
2013 року дебютував в офіційних матчах у складі національної збірної Японії. Відтоді провів у формі головної команди країни 57 матчів, забивши 24 голи.
У складі збірної був учасником чемпіонату світу 2018 року у Росії.

## Титули і досягнення
«Касіма Антлерс»
- Чемпіон Японії (1): 2009
- Володар Кубка Імператора (1): 2010
- Володар Кубка Джей-ліги (2): 2011, 2012
- Володар Суперкубка Японії (2): 2009, 2010
- Володар Кубка банку Суруга (2): 2012, 2013

«Віссел Кобе»
- Чемпіон Японії (2): 2023, 2024
- Володар Кубка Імператора Японії (1): 2024

Збірна Японії
- Володар Кубка Східної Азії (1): 2013
- Срібний призер Кубка Азії: 2019

Особисті
- Футболіст року в Японії: 2018

| Дата       | Місто          | Господарі   | Результат | Гості             | Турнір               | Голи | Примітки |
| ---------- | -------------- | ----------- | --------- | ----------------- | -------------------- | ---- | -------- |
| 21-07-2013 | Сеул           | Японія      | 3 – 3     | КНР               | Кубок Східної Азії   | -    | 87'      |
| 25-07-2013 | Хвасон         | Японія      | 3 – 2     | Австралія         | Кубок Східної Азії   | 2    | 56'      |
| 6-9-2013   | Осака          | Японія      | 3 – 0     | Гватемала         | товариський матч     | -    | 46'      |
| 10-9-2013  | Йокогама       | Японія      | 3 – 1     | Гана              | товариський матч     | -    | 75'      |
| 16-11-2013 | Генк           | Нідерланди  | 2 – 2     | Японія            | товариський матч     | 1    | 73'      |
| 19-11-2013 | Брюссель       | Бельгія     | 2 – 3     | Японія            | товариський матч     | -    | 64'      |
| 05-03-2014 | Токіо          | Японія      | 4 – 2     | Нова Зеландія     | товариський матч     | -    | 81'      |
| 03-06-2014 | Тампа          | Коста-Рика  | 1 – 3     | Японія            | товариський матч     | -    | 7' 76'   |
| 07-06-2014 | Тампа          | Японія      | 4 – 3     | Замбія            | товариський матч     | -    | 60'      |
| 15-06-2014 | Ресіфі         | Кот-д'Івуар | 2 – 1     | Японія            | ЧС 2014 - 1-й етап   | -    | 68'      |
| 20-06-2014 | Сеара-Мірін    | Японія      | 0 – 0     | Греція            | ЧС 2014 - 1-й етап   | -    | 57'      |
| 9-9-2014   | Йокогама       | Японія      | 2 – 2     | Венесуела         | товариський матч     | -    | 46'      |
| 31-3-2015  | Тьофу          | Японія      | 5 – 1     | Узбекистан        | товариський матч     | -    | 71'      |
| 11-06-2015 | Йокогама       | Японія      | 4 – 0     | Ірак              | товариський матч     | -    | 73'      |
| 16-6-2015  | Сайтама        | Японія      | 0 – 0     | Сінгапур          | Відбір до ЧС 2018    | -    | 61'      |
| 11-11-2016 | Касіма         | Японія      | 4 – 0     | Оман              | товариський матч     | 2    | 53' 60'  |
| 15-11-2016 | Токіо          | Японія      | 2 – 1     | Саудівська Аравія | Відбір до ЧС 2018    | -    | 90+3'    |
| 23-3-2017  | Ель-Айн        | ОАЕ         | 0 – 2     | Японія            | Відбір до ЧС 2018    | -    | 82'      |
| 7-6-2017   | Тьофу          | Японія      | 1 – 1     | Сирія             | товариський матч     | -    | 85'      |
| 13-6-2017  | Тегеран        | Ірак        | 1 – 1     | Японія            | Відбір до ЧС 2018    | 1    |          |
| 31-8-2017  | Сайтама        | Японія      | 2 – 0     | Австралія         | Відбір до ЧС 2018    | -    | 44' 87'  |
| 6-10-2017  | Тойота (Айті)  | Японія      | 2 – 1     | Нова Зеландія     | товариський матч     | 1    | 61'      |
| 10-10-2017 | Йокогама       | Японія      | 3 – 3     | Гаїті             | товариський матч     | -    | 64'      |
| 10-11-2017 | Вільнев-д'Аск  | Японія      | 1 – 3     | Бразилія          | товариський матч     | -    | 81'      |
| 14-11-2017 | Брюгге         | Бельгія     | 1 – 0     | Японія            | товариський матч     | -    | 74'      |
| 23-3-2018  | Льєж           | Японія      | 1 – 1     | Малі              | товариський матч     | -    |          |
| 30-5-2018  | Йокогама       | Японія      | 0 – 2     | Гана              | товариський матч     | -    | 46'      |
| 8-6-2018   | Лугано         | Швейцарія   | 2 – 0     | Японія            | товариський матч     | -    | 40'      |
| 12-6-2018  | Інсбрук        | Японія      | 4 – 2     | Парагвай          | товариський матч     | -    | 64'      |
| 19-6-2018  | Саранськ       | Колумбія    | 1 – 2     | Японія            | ЧС 2018 - 1-й етап   | 1    | 85'      |
| 24-6-2018  | Єкатеринбург   | Японія      | 2 – 2     | Сенегал           | ЧС 2018 - 1-й етап   | -    |          |
| 28-6-2018  | Волгоград      | Японія      | 0 – 1     | Польща            | ЧС 2018 - 1-й етап   | -    | 47'      |
| 2-7-2018   | Ростов-на-Дону | Бельгія     | 3 – 2     | Японія            | ЧС 2018 - 1/8 фіналу | -    |          |
| 12-10-2018 | Ніїгата        | Японія      | 3 – 0     | Панама            | товариський матч     | -    | 66'      |
| 16-10-2018 | Сайтама        | Японія      | 4 – 3     | Уругвай           | товариський матч     | 1    |          |
| 16-11-2018 | Оїта           | Японія      | 1 – 1     | Венесуела         | товариський матч     | -    | 61' 68'  |
| 20-11-2018 | Тойота         | Японія      | 4 – 0     | Киргизстан        | товариський матч     | 1    | 59'      |
| Усього     |                | Матчів      | 37        |                   | Голів                | 10   |          |